# Бирюківська сільська рада
| Бирюківська сільська рада — колишній орган місцевого самоврядування у Рокитнянському районі Київської області з адміністративним центром у с. Бирюки. Історична дата утворення: в 1927 році. Водоймища на території, підпорядкованій даній раді: річка Рось. Сільській раді були підпорядковані населені пункти: - с. Бирюки - с. Пугачівка |

## Склад ради
Рада складалася з 12 депутатів та голови.

### Керівний склад ради
| ПІБ                         | Основні відомості                                            | Дата обрання | Дата звільнення |
| --------------------------- | ------------------------------------------------------------ | ------------ | --------------- |
| Бублик Володимир Михайлович | Сільський голова, 1960 року народження, освіта, безпартійний | 26.03.2006   | 31.10.2010      |

Примітка: таблиця складена за даними джерела